# جواو دي بريتو
جواو دي بريتو (بالإنجليزية: João de Brito)‏ هو رسام أمريكي، ولد في 1958.

## وصلات خارجية
- الموقع الرسمي